# Temple Bar (Londra)

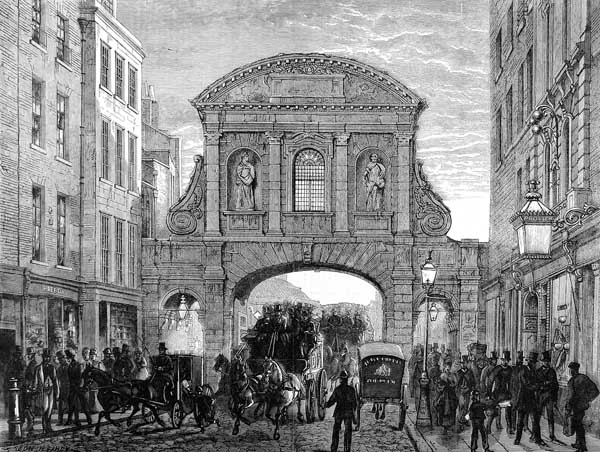
Temple Bar nel 1870

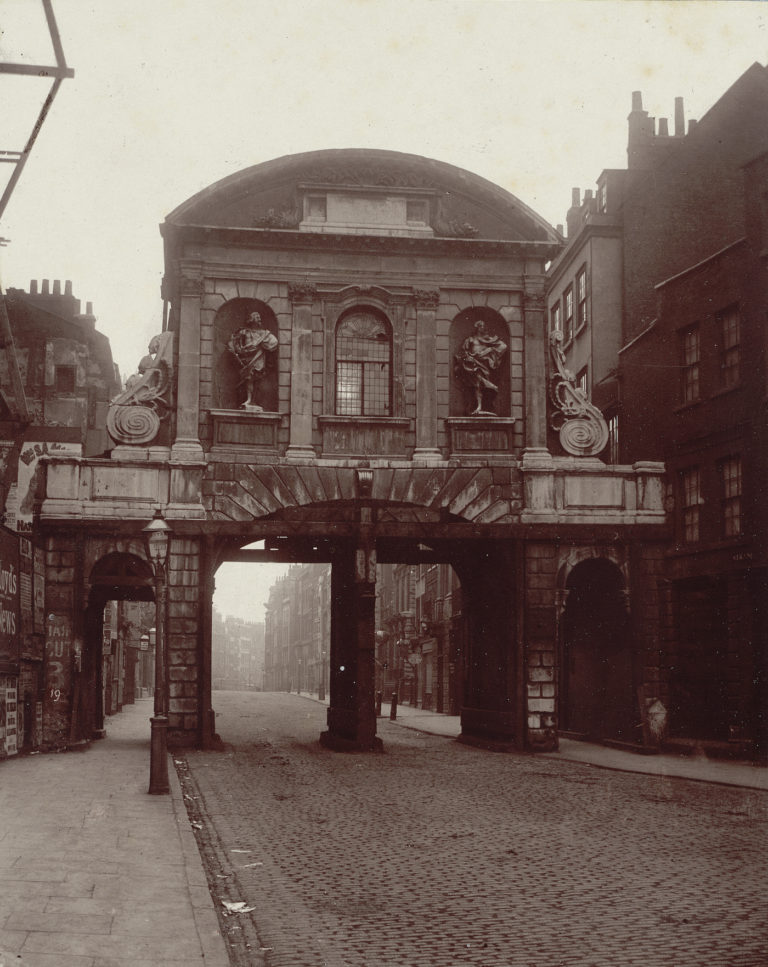
Temple Bar Gate nel 1878

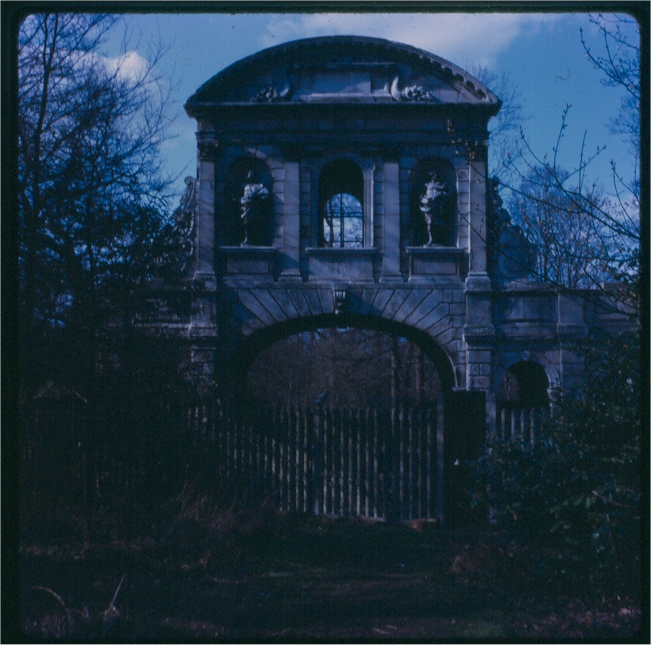
Temple Bar in stato di abbandono nel Theobalds Park nel 1968

Temple Bar è stato il principale ingresso cerimoniale alla City di Londra sul suo lato occidentale dalla Città di Westminster. Si trova sulla strada cerimoniale reale storica che va dalla Torre di Londra al Palazzo di Westminster, le due residenze principali dei monarchi inglesi medievali, e dal Palazzo di Westminster alla Cattedrale di St. Paul. La strada ad est di Temple Bar e all'interno della city è Fleet Street, la strada ad ovest in Westminster, è The Strand. Al Temple Bar la Corporazione della City di Londra eresse una barriera per regolamentare il commercio in città. Le Royal Courts of Justice del XIX secolo si trovano accanto ad esso sul lato nord, essendo state spostate da Westminster Hall. A sud si trovano Temple Church, Inner Temple e Middle Temple, le Inns of Court. Come ingresso più importante della città di Londra da Westminster, fu oggetto in passato di un'usanza prolungata secondo cui i  monarchi sostavano a Temple Bar per chiedere di poter passare, prima di entrare nella città di Londra, e il  sindaco offriva loro la spada di stato, incastonata con perle, in segno di lealtà da parte della Corporazione della Città di Londra. Il termine Temple Bar si riferisce ad una barriera fittizia lungo il percorso, ma è comunemente usato per riferirsi alla porta ad arco ornamentale barocca del XVII secolo progettata da Christopher Wren, che attraversava la strada fino alla sua rimozione nel 1878, per essere trasferito in Theobalds Park. L'arco di Wren è stato conservato e nuovamente eretto nel 2004 in Paternoster Square accanto alla Cattedrale di St Paul.

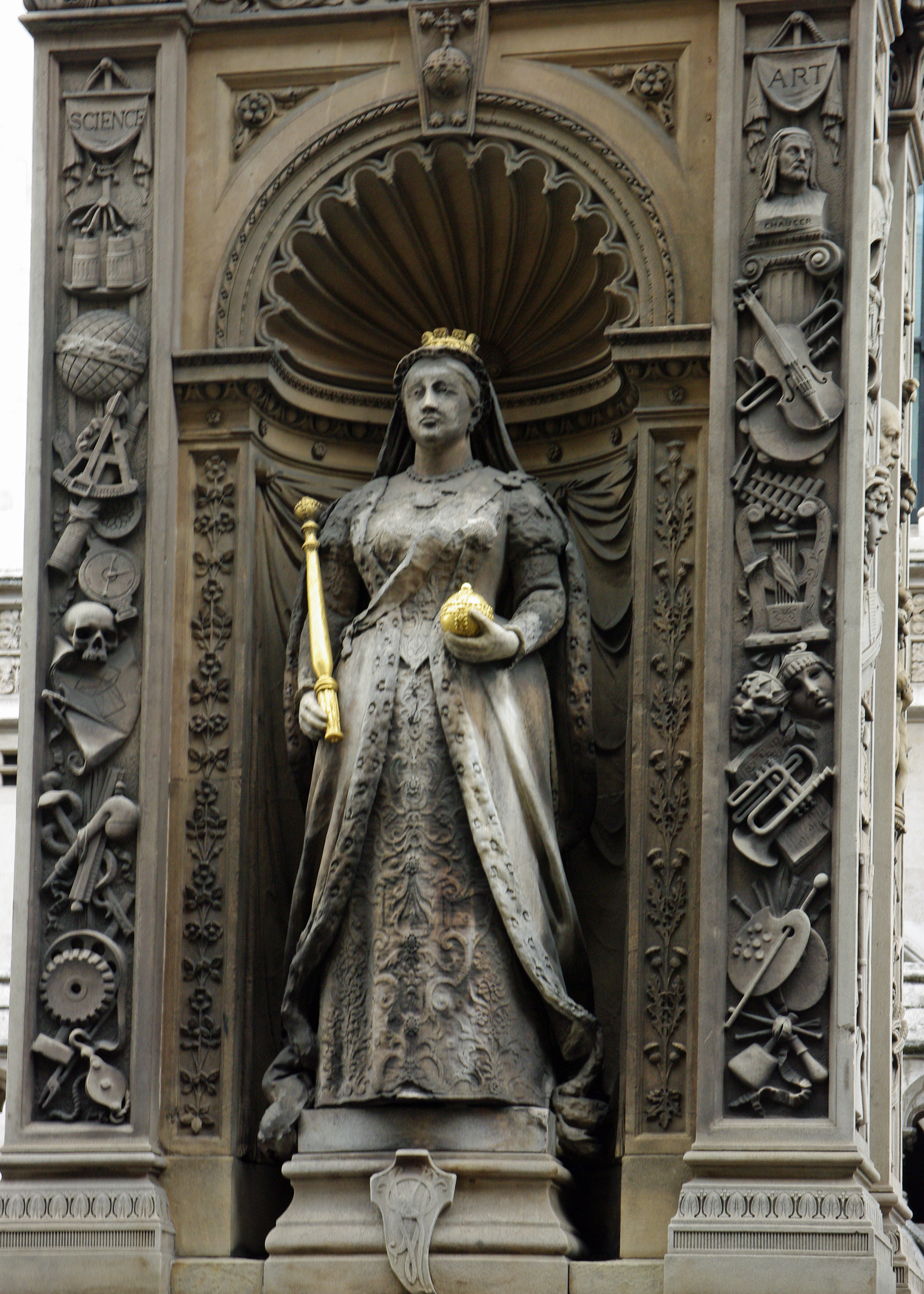
Dettaglio da Temple Bar Marker, Londra

## Antefatto
Nel Medioevo l'autorità della City of London Corporation raggiunse diversi luoghi della città, lungo le antiche mura difensive, conosciuti come Liberties of London. Per regolare il commercio in città vennero erette barriere sulle principali vie di ingresso anche se la vera linea di confine era ad una distanza dal corpo di guardia antico più vicino alle mura. Temple Bar fu il più utilizzato di questi, dal momento che il traffico tra la City di Londra (il primo centro commerciale di Inghilterra) e il Palazzo di Westminster (il centro politico) passava attraverso di essa. Era originariamente situato dove Fleet Street incontra The Strand, in realtà al di fuori delle mura di cinta di Londra.
Il suo nome deriva da Temple Church, adiacente a sud, che diede il suo nome ad una zona più ampia a sud di Fleet Street, Temple, una volta appartenente ai Templari ma ora sede di due degli Inns of Court.
La cerimonia storica della sosta dei monarchi a Temple Bar per ricevere l'omaggio dal sindaco di Londra è spesso descritta nell'arte e nella letteratura. È sta spesso oggetto di commento nella copertura televisiva di moderne processioni cerimoniali cerimoniali. Il sito del Comune della City di Londra descrive la cerimonia come:
"La cerimonia di Temple Bar, che è ancora a volte rievocata nel rieretto monumento, comporta la sosta del monarca per chiedere, al sindaco, il permesso di entrare in città, il quale gli offre la Spada di stato come segno di fedeltà."
Tuttavia la credenza popolare che il monarca richiede l'autorizzazione al sindaco per entrare in città non è corretta.

## Storia
La prima menzione di una porta è del 1293 ed era probabilmente solo una catena messa di traverso lungo la strada. Vennero poi erette delle strutture ad arco più consistenti. Dopo la battaglia di Evesham del 1265, il principe Edoardo punì i londinesi ribelli, che avevano tradito Montfort, togliendo dalle strade catene e barriere che fece depositare nella Torre di Londra. Nel 1351 venne costruito un arco in legno che ospitava una piccola prigione sopra di esso. Il primo documento storico conosciuto del Temple Bar è del 1327, relativo ad una udienza dinanzi al sindaco per un diritto di passaggio nella zona. Nel 1384 Riccardo II concesse una licenza per spianare la Strand Street da Temple Bar al Savoy e venne iniziata la riscossione dei pedaggi per coprire le spese.
Il 5 novembre 1422, la salma di  Enrico V venne portata a Westminster dai capi dei cittadini e dei nobili, e ogni porta, da Southwark a Temple Bar, aveva un tedoforo. Nel 1503 il carro funebre di Elisabetta di York, regina di Enrico VII, si fermò a Temple Bar, nel suo cammino dalla Torre a Westminster, e presso il Bar l'abate di Westminster e Bermondsey benedisse la salma e il  conte di Derby e una grande folla di nobili partecipò al corteo funebre. Anna Bolena passò attraverso il bar, il 31 maggio 1534, il giorno prima della sua incoronazione, mentre si recava alla Torre. In quell'occasione Temple Bar venne ridipinto e riparato, e nei pressi di Fleet Street si esibì un coro di uomini e bambini.
Nel 1554 Thomas Wyatt guidò una rivolta contro il fidanzamento della regina Mary I con Filippo II di Spagna. Quando combatté dal basso Piccadilly allo Strand, Temple Bar venne aperto, o da lui forzato; ma quando venne respinto a Ludgate, fu accerchiato dalla cavalleria a Temple Bar, dove si arrese. Questa rivolta convinse il governo a procedere con il verdetto contro Lady Jane Grey.
Il noto libraio scozzese Andrew Millar creò il suo primo negozio londinese a Temple Bar, acquisendolo da James McEuen nel 1728, di cui Millar era apprendista.

## Temple Bar Gate di Wren
Anche se scampò al Grande incendio di Londra del 1666, venne ricostruito come parte dei lavori di ristrutturazione della città dopo il devastante evento.
Commissionato da re Carlo II e attribuito a Sir Christopher Wren, l'arco di pietra di Portland fu costruito tra il 1669 e il 1672 da Thomas Knight, il City Mason, e da Joshua Marshall, Master of the Mason's Company. Le statue di Anna di Danimarca, Giacomo l, Carlo I e Carlo II, poste nelle nicchie al piano superiore, vennero scolpite da John Bushnell.
Rifinita in bugnato, è una struttura a due piani composta da un ampio arco centrale per il traffico stradale, fiancheggiato su entrambi i lati da archi stretti per i pedoni. Nella parte superiore, quattro statue celebrano la restaurazione, del 1660, della monarchia degli Stuart: sul lato ovest re Carlo II è mostrato con il padre re  Carlo I i cui genitori re Giacomo I e Anna di Danimarca sono raffigurati sul lato orientale.
Nel corso del XVIII secolo le teste dei traditori condannati venivano spesso infilzate su picche ed esposte sul tetto, come avveniva sul London Bridge. Le altre sette porte principali di Londra, (Ludgate, Newgate, Aldersgate, Cripplegate, Moorgate, Bishopsgate e Aldgate) erano state tutte demolite nel 1800, ma Temple Bar rimase nonostante il suo impedimento al sempre crescente traffico. La sala al piano superiore venne affittata alla vicina banca di Child & Co per la conservazione degli archivi.
Nel 1853 il romanzo Bleak House di Charles Dickens lo descrisse come "quella vecchia ostruzione dal tetto di piombo, ornamento appropriato per la soglia di una vecchia società di teste di piombo". 
Nel 1874 si scoprì che la chiave di volta aveva ceduto e gli archi erano appoggiati alle travi. Il costante aumento del traffico di cavalli e carretti portò a denunce che il Temple Bar stava diventando un collo di bottiglia che frenava il commercio della città. Nel 1878 la City of London Corporation, desiderosa di allargare la strada, ma non disposta a distruggere lo storico monumento, lo smantellò, pezzo per pezzo in un periodo di 11 giorni, conservando con cura le sue 2.700 pietre. Nel 1880 il produttore di birra Henry Meux, su istigazione della moglie Valerie Susan Meux, acquistò le pietre e fece ricostruire l'arco come facciata di un nuovo corpo di guardia nel parco della sua casa padronale di Theobalds nell'Hertfordshire, il sito di un ex castello di caccia di Giacomo I d'Inghilterra. Ivi rimase rimasto, posizionato in una radura boschiva, dal 1878 al 2003. Una lapide segna il luogo in cui sorgeva Temple Bar.

## Struttura attuale

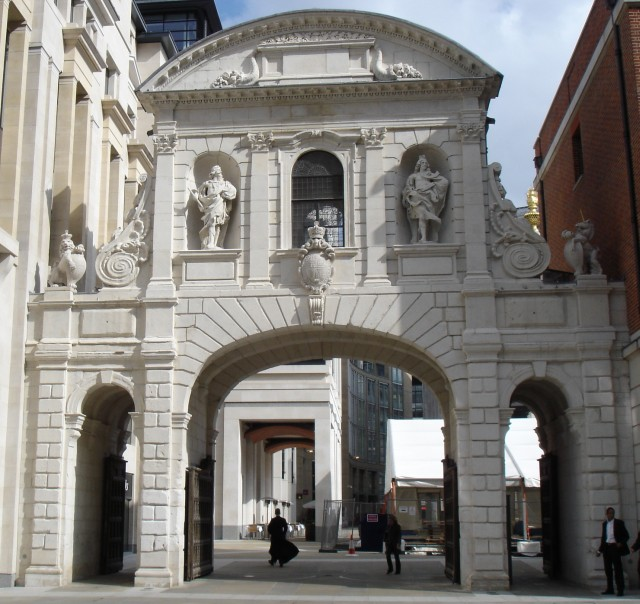
Temple Bar in Paternoster square in 2005

Nel marzo del 1938 Theobalds Park venne venduto da Sir Hedworth Meux al Middlesex County Council, ma il Temple Bar Gatehouse è stato escluso dalla vendita e trattenuto dagli amministratori di Meux. Nel 1984 venne acquistato dal Temple Bar Trust dal Meux Trust per la somma di una sterlina. Nel dicembre 2001 la City's Court of Common Council deliberò di contribuire ai fondi per il ritorno di Temple Bar in città. Il 13 ottobre 2003 iniziò lo smantellamento a Theobalds Park e le pietre vennero depositate in 500 contenitori. Nel 2004 è stato restituito alla città di Londra, dove è stato accuratamente ricostruito come ingresso a Paternoster Square, immediatamente a nord della Cattedrale di St Paul, e aperto al pubblico il 10 novembre 2004. Il costo totale del progetto fu di oltre 3 milioni di sterline finanziato principalmente dalla City di Londra, con donazioni da parte del Temple Bar Trust e di diverse aziende.

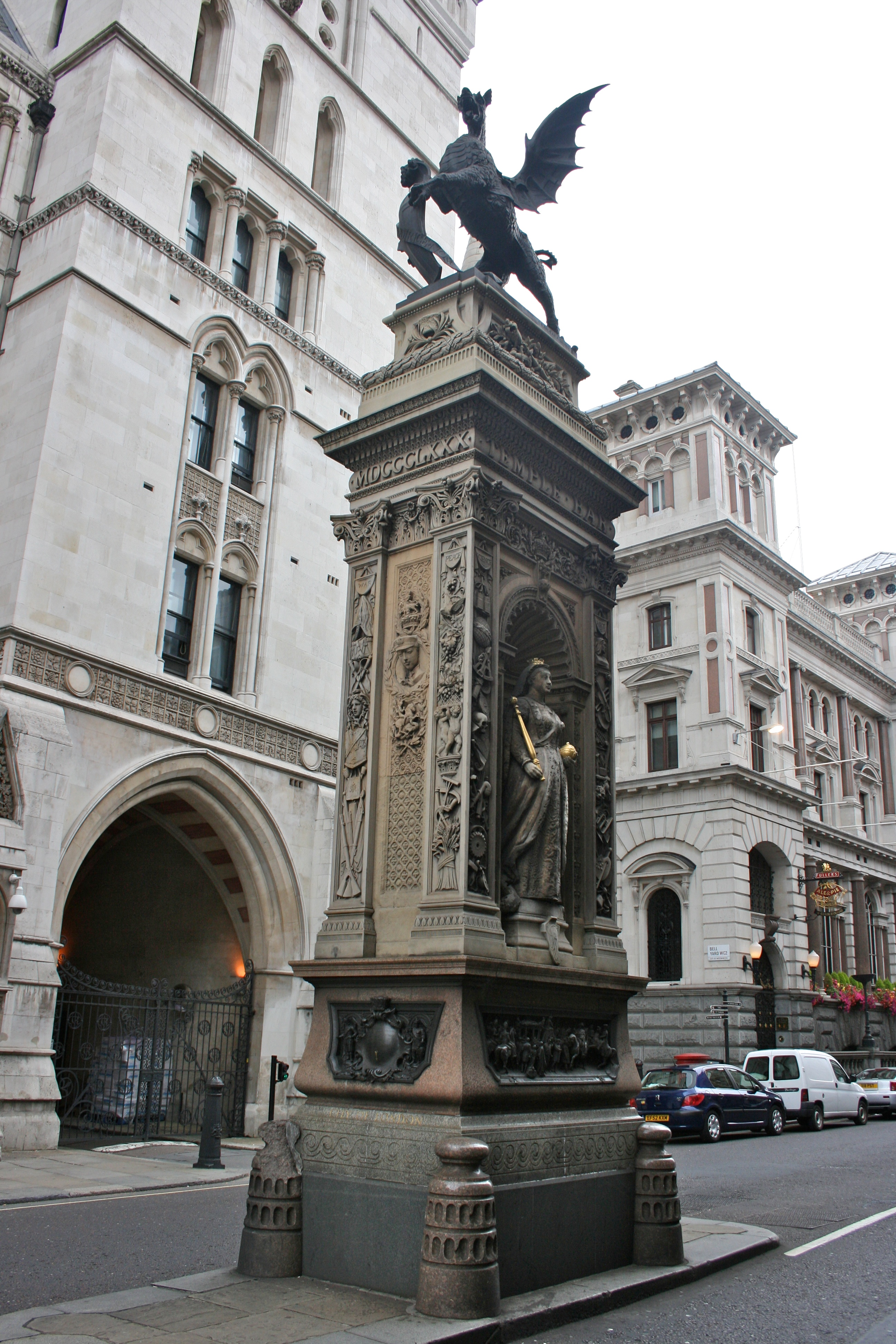
Il Temple Bar marker di Horace Jones, con in cima il Dragone araldico di Charles Bell Birch.

## Temple Bar Memorial
Dopo la demolizione della porta del Wren, Horace Jones, architetto e sovraintendente della City di Londra, progettò un memoriale per indicare il luogo in cui si trovava Temple Bar smontato nel 1880. Il Temple Bar Memorial si trova di fronte alle Royal Courts of Justice.
L'elaborato piedistallo, in stile neorinascimentale, fa da base ad una scultura di Charles Bell Birch comunemente chiamata Griffin (in realtà un dragone), in riferimento all'insegna araldica della Corporation of the City of London. Il piedistallo è decorato con statue di Joseph Boehm, della regina Vittoria e di suo figlio principe di Galles, l'ultimo monarca ad entrare dall'arco di Wren, il cui evento è scolpito nel bassorilievo che decora la struttura.